# ロックフォード (哨戒フリゲート)
|          | |
| 艦歴     | |
| 発注     | |
| 起工     | 1943年8月28日                                                                                                   |
| 進水     | 1943年9月27日                                                                                                   |
| 就役     | 1944年3月6日 |
| 退役     | 1945年8月27日                                                                                                   |
| その後   | 1945年8月27日にソ連海軍に貸与 1950年10月23日に韓国海軍に貸与 1953年9月30日に標的艦として海没処分                |
| 除籍     | 1953年5月26日                                                                                                   |
| 性能諸元 | |
| 排水量   | 基準 1,430トン 満載 2,415トン                                                                                   |
| 全長     | 303 ft 11 in (92.6 m)                                                                                           |
| 全幅     | 37 ft 6 in (11.4 m)                                                                                             |
| 吃水     | 13 ft 8 in (4.1 m)                                                                                              |
| 機関     | ボイラー3基 5,500軸馬力 タービン2基 2軸推進                                                                     |
| 最大速力 | 20ノット (37 km/h)                                                                                              |
| 航続距離 | |
| 乗員     | 190名 |
| 兵装     | 3インチ50口径対空砲3門 40mm機関砲 4門 20mm機関砲 9門 ヘッジホッグ 1基 対潜爆雷投射機（Y砲）8基 爆雷投下軌条 2条 |

ロックフォード (USS Rockford, PF-48) は、アメリカ海軍の哨戒フリゲート。タコマ級フリゲートの1隻。艦名はイリノイ州ロックフォードに因む。

## 艦歴
ロックフォードは当初 PG-156 （砲艦）として1943年8月28日にカリフォルニア州ウィルミントンのコンソリデーテッド・スチール社で起工した。1943年9月27日にハリー・L・クロッツアー夫人によって命名、進水し、1944年3月6日に艦長D・H・バートレット沿岸警備隊中佐の指揮下就役した。
ロサンゼルス沖での整調後、太平洋艦隊に加わり1944年6月25日に南西太平洋に向かう。7月2日に敵潜水艦と遭遇、爆雷による攻撃を行い損傷を与えた。7月7日にも敵潜水艦と遭遇し、ヘッジホッグによる攻撃を行った。その後エスピリトゥサント島を経由して7月23日にオーストラリアのケアンズに到着した。
8月2日にロックフォードはミルン湾に投錨し、同地を拠点としてニューギニア沖で船団護衛および対潜哨戒任務に従事した。9月23日にアドミラルティ諸島のマヌス島へ向かう。
ニューギニアに帰還した後10月15日に出航、マヌス島を経由して真珠湾に向かう。途中11月13日に掃海艇のアーデント (USS Ardent, AM-340) と共に敵潜水艦を撃沈する。潜水艦は戦後の調査で伊号第十二潜水艦であるとされた。ロックフォードは11月17日にサンフランシスコに到着、予定されていた修理作業が行われた。
その後1945年1月4日に、アラスカン・シー・フロンティアで船団護衛任務に就き、8月までダッチハーバー、コールド・ベイ、エイダックで AM-222 グループの水先船として働いた。
ロックフォードはレンドリース法に基づき1945年8月27日にソ連海軍に貸与された。ソ連では「護衛艦」を意味する「EK」の略号を付与され、EK-20 の名で就役した。ソ連での任務を終えると1949年11月1日に横須賀で返還された。1950年10月23日に大韓民国に貸与され、鴨綠江（アムノッカン、ROK Amnokgang, PF-62）として就役、北朝鮮に対する封鎖任務に従事した。その後1952年9月3日に返還され予備役のまま保管、1953年5月26日に除籍され、1953年9月30日に標的艦として海没処分された。
ロックフォードは第二次世界大戦の戦功で2個の従軍星章を受章した。

## 参照
- この記事はアメリカ合衆国政府の著作物であるDictionary of American Naval Fighting Shipsに由来する文章を含んでいます。 記事はここで閲覧できます。